# Robert Bosch GmbH

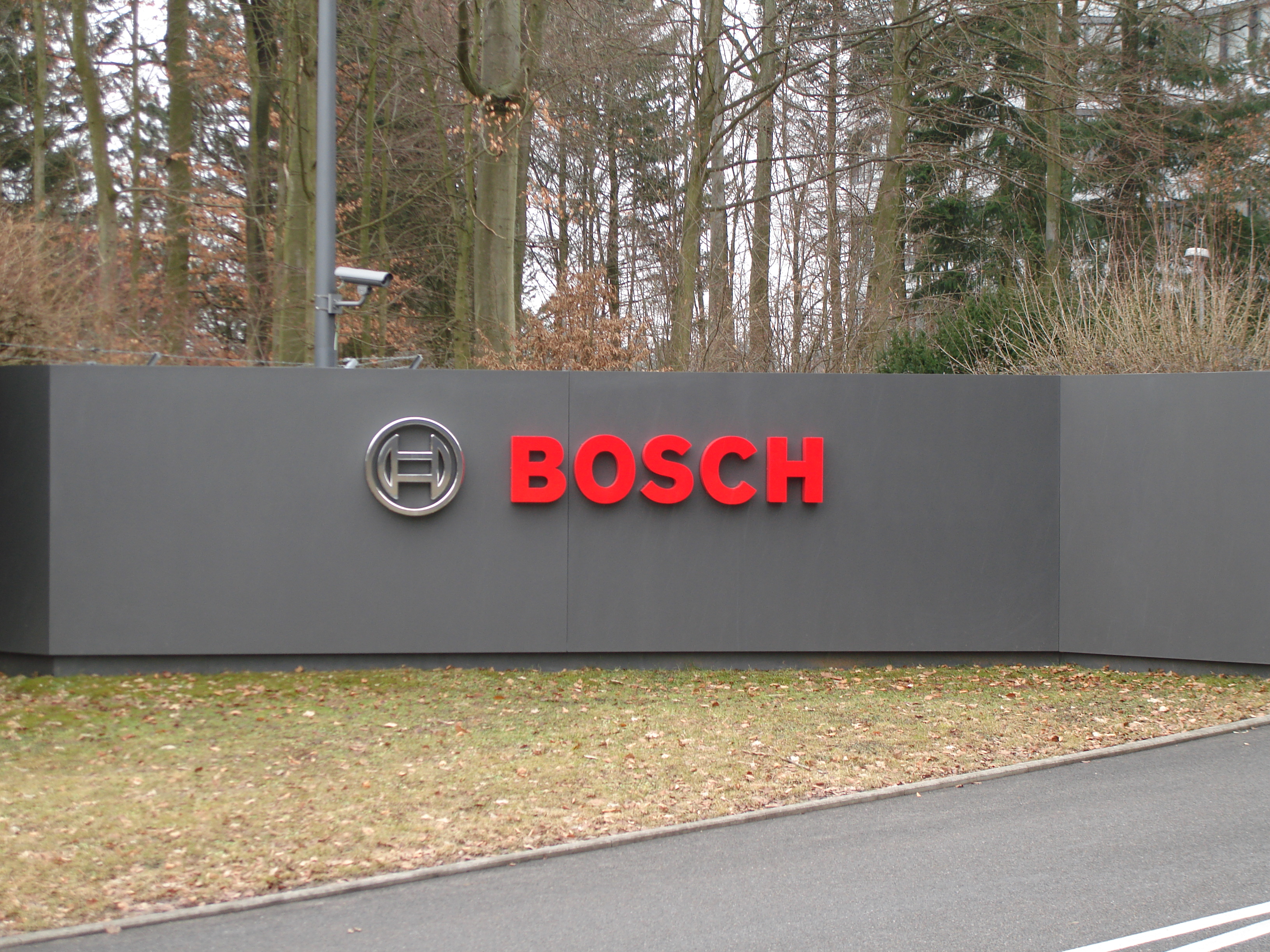
Logo ở Trụ sở Bosch

Robert Bosch GmbH là một tập đoàn công nghệ đa quốc gia, được thành lập vào năm 1886 bởi Robert Bosch ở Stuttgart, Đức. Công ty chuyên cung cấp công nghệ, thiết bị dùng cho ô tô và có quan hệ kinh doanh với hầu như toàn bộ các công ty ô tô trên thế giới. Bên cạnh đó còn có công cụ cầm tay, đồ gia dụng, năng lượng sạch, hệ thống an ninh, nhà thông minh, giải pháp đóng gói, giải pháp xây dựng, giải pháp di động, IoT, công nghiệp 4.0... Trụ sở chính của Bosch đặt ở Gerlingen, gần Stuttgart, Đức. Stefan Hartung trở thành chủ tịch từ năm 2022. Tập đoàn Bosch bao gồm hơn 725 công ty con và 400.500 nhân viên tại hơn 60 quốc gia trên thế giới.

## Lĩnh vực kinh doanh chính

### Công nghệ ô tô
Khoảng 60% doanh số bán hàng trên toàn thế giới của Bosch là về công nghệ ô tô. Bosch đầu tiên phát minh ra magneto ứng dụng vào thực tế. Đây là nguồn phát tia lửa điện trong thời kỳ sơ khai, được dùng để đánh lửa trên hầu hết trên các động cơ đốt trong đầu tiên. Logo của Bosch cho đến ngày nay diễn tả phần ứng trong magneto. Bosch cũng đã phát minh ra Hệ thống phanh chống hãm cứng (ABS). Sau một thời gian, Bosch dẫn đầu trong các lĩnh vực đặc thù như Hệ thống điều khiển lực kéo (TCS), Chương trình Ổn định Điện tử (EPS), điện tử thân xe (như khóa trung tâm, cửa xe, cửa sổ và ghế ngồi), cảm biến oxy, kim phun nhiên liệu và bơm nhiên liệu. Thậm chí trong các lĩnh vực nhỏ như bugi, cần gạt nước, quạt nước làm mát động cơ và các phụ tùng sau bán hàng, Bosch bán ra hàng tỷ sản phẩm hằng năm.

### Thiết bị công nghiệp
Công ty con của Bosch là Bosch Rexroth là một nhà cung cấp thiết bị công nghiệp. Thông qua bộ phận này, Bosch cung cấp công nghệ cho dẫn động, điều khiển và hoạt động máy móc. Một nhánh khác của Bosch là Bosch Professional chuyên cung cấp các loại máy móc cầm tay cũng như các dụng cụ chuyên sử dụng cho công nghiệp.
Tự động hóa cũng là một trong những lĩnh vực kinh doanh của Bosch, đồng thời cũng là nhà thầu máy móc công nghiệp uy tín, cũng như tham gia vào các lĩnh vực khác như: Internet of Things, Trí tuệ nhân tạo...

### Thiết bị tiêu dùng và dụng cụ công suất
Bosch vươn tới các lĩnh vực về thiết bị tiêu dùng và công nghệ xây lắp bằng các dụng cụ công suất, công nghệ nhiệt, và hệ thống an ninh cũng như các ứng dụng dùng trong gia đình với công ty BSH Bosch và liên doanh Siemens Hausgeräte GmbH. Ngoài ra, Bosch cũng là nhà sản xuất các loại thiết bị gia dụng nổi tiếng.

### Thiết bị giám sát
Ngoài ra Bosch còn cung cấp hệ thống camera và phần mềm giám sát, theo dõi cho các tập đoàn xuyên quốc gia, các cơ quan, tổ chức chính phủ.